# Diogo Leite
Diogo Filipe Monteiro Pinto Leite (Porto, 23 januari 1999) is een Portugees voetballer die doorgaans als centrale verdediger speelt. Hij verruilde FC Porto in juli 2023 voor Union Berlin, dat hem in het voorgaande seizoen al huurde.

## Clubcarrière
Diogo Leite werd in 2007 opgenomen in de jeugdopleiding van Leixões SC en verruilde die op negenjarige leeftijd voor die van FC Porto. Hij debuteerde tijdens het seizoen 2017/18 in het tweede elftal. Zijn debuut in het eerste elftal volgde op 11 augustus 2018, tijdens een wedstrijd in de Primeira Liga tegen GD Chaves. Leite behoorde drie seizoenen tot de selectie van FC Porto, maar tot een doorbraak kwam het niet. De Portugezen verhuurden hem daarom gedurende het seizoen 2021/22 aan competitiegenoot SC Braga. Hier speelde hij in bijna twee derde van de competitieronden dat jaar, bijna allemaal vanaf de aftrap. Leite had de interesse gewekt van Union Berlin, dat hem in juli 2022 voor een jaar huurde. Hij was ook dat seizoen in het overgrote deel van de wedstrijden basisspeler. Hij werd met de Duitse ploeg vierde in de Bundesliga, bereikte de achtste finale van de Europa League en plaatste zich met zijn ploeggenoten voor het eerst in de clubgeschiedenis voor de Champions League. Union Berlin nam Leite in juli 2023 definitief over van Porto.

## Clubstatistieken
| Seizoen | Club           | Competitie    | Competitie | Competitie | Beker | Beker | Internationaal | Internationaal | Overig | Overig | Totaal | Totaal |
| Seizoen | Club           | Competitie    | Wed.       | Dlp.       | Wed.  | Dlp.  | Wed.           | Dlp.           | Wed.   | Dlp.   | Wed.   | Dlp.   |
| ------- | -------------- | ------------- | ---------- | ---------- | ----- | ----- | -------------- | -------------- | ------ | ------ | ------ | ------ |
| 2018/19 | FC Porto       | Primeira Liga | 3          | 1          | 1     | 0     | 1              | 0              | 1      | 0      | 6      | 1      |
| 2019/20 | FC Porto       | Primeira Liga | 9          | 0          | 7     | 1     | 1              | 0              | 0      | 0      | 17     | 1      |
| 2020/21 | FC Porto       | Primeira Liga | 19         | 1          | 4     | 0     | 3              | 0              | 1      | 0      | 27     | 1      |
| 2021/22 | → SC Braga     | Primeira Liga | 23         | 0          | 0     | 0     | 5              | 0              | 0      | 0      | 28     | 0      |
| 2022/23 | → Union Berlin | Bundesliga    | 28         | 0          | 3     | 0     | 9              | 0              | 0      | 0      | 40     | 0      |
| 2023/24 | Union Berlin   | Bundesliga    | 0          | 0          | 0     | 0     | 0              | 0              | 0      | 0      | 0      | 0      |
| Totaal  | Totaal         | Totaal        | 82         | 2          | 15    | 1     | 19             | 0              | 2      | 0      | 118    | 3      |

## Interlandcarrière
Leite speelde voor alle Portugese nationale jeugdelftallen van Portugal onder 15 tot en met onder 21. Hij won met Portugal –17 het EK –17 van 2016 en maakte deel uit van de selectie van het Portugal –19  dat de finale bereikte van het EK –19 van 2017. Hij nam ook met Portugal –20 deel aan het WK –20 van 2019 en verloor met Portugal –21 de finale van het EK –21 van 2021.

## Erelijst
| Competitie                    | Aantal   | Jaren      |          |          |
| FC Porto                      | FC Porto | FC Porto   | FC Porto | FC Porto |
| ----------------------------- | -------- | ---------- | -------- | -------- |
| Kampioen Primeira Liga        | 1x       | 2019/20    |          |          |
| Beker van Portugal            | 1x       | 2019/20    |          |          |
| Supertaça Cândido de Oliveira | 2x       | 2018, 2020 |          |          |
| Portugal –17                  |          |            |          |          |
| Europees kampioen –17         | 1x       | 2016       |          |          |